# Uccelli del lago Stinfalo

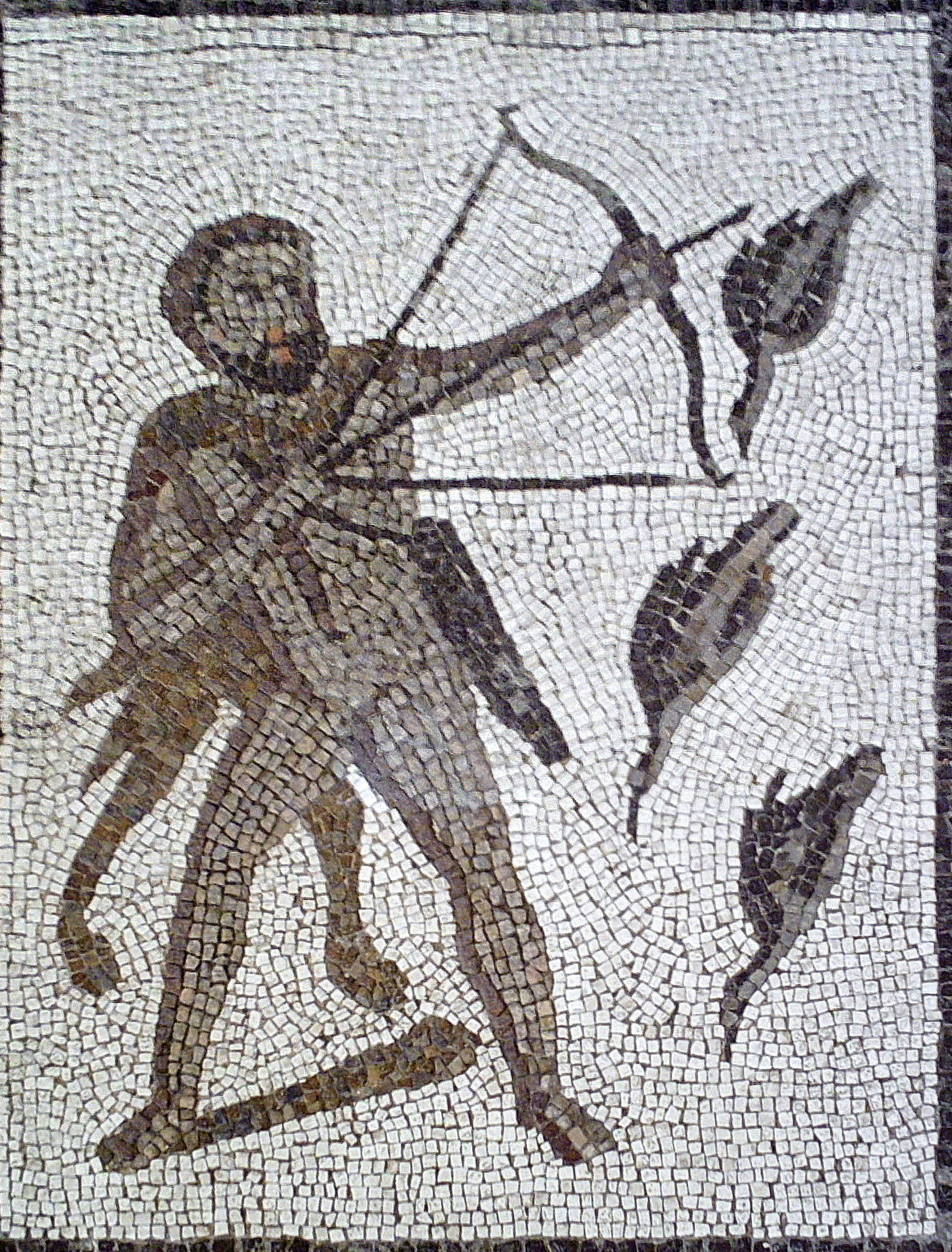
Ercole e gli uccelli stinfalidi. Mosaico romano del III secolo d.C.

Nella mitologia greca gli uccelli del lago Stinfalo (in greco antico Στυμφαλίδες ὄρνιθες / Stymphalídes órnithes) erano uccelli mostruosi, con penne, becco ed artigli di bronzo. Essi si nutrivano di carne umana e catturavano le loro vittime trafiggendole con le loro penne di bronzo che fungevano da dardi. Avevano inoltre un finissimo senso dell'udito, cosa che Eracle sfruttò per sconfiggerli.
La caccia agli uccelli del lago Stinfalo costituì la sesta delle dodici fatiche di Eracle. Secondo il mito, Eracle fece alzare in volo gli uccelli disturbandoli con un crotalo di bronzo, donatogli dalla dea Atena e uccidendone una buona parte con delle frecce avvelenate con il sangue dell'Idra di Lerna. Gli uccelli sopravvissuti volarono via per sempre.